# Муррайя метельчатая
Мурра́йя мете́льчатая (лат. Murraya paniculata), или Мирт китайский — широко распространённый вид растений рода Муррайя семейства Рутовые.
Один из синонимов: Мура́йя инозе́мная (лат. Murraya exotica).

## Распространение
Индия, Китай, Тайвань, Бутан, Непал, Пакистан, Шри-Ланка, Камбоджа, Лаос, Мьянма, Таиланд, Вьетнам, Индонезия, Малайзия, Папуа — Новая Гвинея, Филиппины, Австралия.

## Природныеразновидности
- Murraya paniculata var. ovatifoliolata Engl. 1896[4]

## Биологическое описание
Вечнозелёные деревья до 4 м высотой, густоразветвлённые, ствол желтовато-белого или серо-бежевого цвета.
Листья непарноперистые с 2—3 парами листочков; листочки на коротких черешках, обратнояйцевидные, глянцевитые, тёмно-зелёные, голые, длиной до 5 см.
Цветки, белые, приятно сильно ароматные, напоминают запах жасмина (отсюда распространённое народное название «оранжевый жасмин», видимо транскрибированное в свою очередь из англ. orange jasmine, нем. orangenjasmin, где также употребляются такие названия), собраны в щитковидные соцветия, до 1,8 см. Цветение начинается с февраля и длится по ноябрь. В цветах содержится гликозид мурраин.
Плод — красно-оранжевого цвета, 2—3 см, круглой или овальной формы, вызревают плоды через 1,5-4 месяца и считаются лечебными. У мелких плодов одна круглая косточка, а у крупных она как бы разделена на две половинки и после посева даёт два растения.

## Использование
В некоторых странах листья и плоды используются, как лекарственное растение. В тропиках и субтропиках используется в озеленении, в областях с более суровым климатом — декоративное комнатное растение, в том числе как бонсай. В косметологии используется порошок из коры и эфирные масла из листьев и цветов. Из цветов добывается мурраин. Плоды используются в пищу в переработанном виде — желе, мармелад.

## Агрокультура
В закрытом грунте
Местоположение: круглый год в светлом или полузатенённом месте. Летом возможно культивирование на открытом воздухе, в защищённом от прямых солнечных лучей месте. Зимние температуры — около 20 °C.
Субстрат: смесь глинистого гранулята, песка и почвенной смеси на основе торфяной земли. Субстрат обновляют каждые 2—3 года.
При культивировании в жилых помещениях несформированных растений в цветочных горшках, состав субстрата: дерновая земля — 1 ч., листовая земля — 1 ч., перегнойная земля — 1/2 ч., песок — 1 ч.
Молодые растения подкармливают комплексными минеральными или органическими удобрениями для бонсай каждые две недели. Взрослые растения до появления цветков удобряют каждые четыре недели, после цветения чаще.
Минимальный диаметр сформированных растений — около 50 см. Возможны все японские стили бонсай. Положение одно- и двухлетних ветвей изменяют с помощью проволоки. Направление более старых ветвей с помощью натяжных приспособлений. При длине побегов молодых растений 20 см их укорачивают до 1—3 листов. Старые экземпляры можно обрезать при длине побегов около 10 см, оставляя на них 1—2 листа.
Муррайя метельчатая легко размножается черенкованием.
Вредители: щитовки, при сухом воздухе в помещении — паутинные клещи.
- Бонсай из муррайи метельчатой
- Непарноперистый лист муррайи метельчатой
- Формирующееся соцветие муррайи метельчатой
- Раскрывающиеся бутоны муррайи метельчатой
- Плоды разной степени зрелости муррайи метельчатой
- Зрелый плод муррайи метельчатой
- Одновременно в соцветии — цветочные почки, бутоны, цветы, плоды разной степени зрелости

## Синонимы
По данным The Plant List:
- Camunium exoticum (L.) Kuntze
- Chalcas cammuneng Burm.f.
- Chalcas exotica (L.) Millsp.
- Chalcas intermedia M.Roem.
- Chalcas japanensis Lour.
- Chalcas paniculata L.basionym
- Chalcas paniculata var. omphalocarpa Yu.Tanaka
- Chalcas sumatrana M.Roem.
- Connarus foetens Blanco
- Connarus santaloides Blanco
- Limonia malliculensis J.R.Forst. ex Steud.
- Marsana buxifolia Sonn.
- Murraya exotica L.
- Murraya omphalocarpa Hayata
- Murraya paniculata var. exotica (L.) C.C.Huang
- Murraya paniculata var. omphalocarpa (Hayata) Tanaka